# سرجو گونلا
سرجو گونلا (ایتالیایی: Sergio Gonella؛ ‏ تلفظ ایتالیایی: [ˈsɛrdʒo ɡoˈnɛlla]؛ زادهٔ ۲۳ مهٔ ۱۹۳۳ – درگذشتهٔ ۱۹ ژوئن ۲۰۱۸) تاجر، داور، و بازیکن فوتبال اهل ایتالیا بود. او داور بازی فینال جام جهانی فوتبال ۱۹۷۸ بود.